# Linia U1 metra w Hamburgu

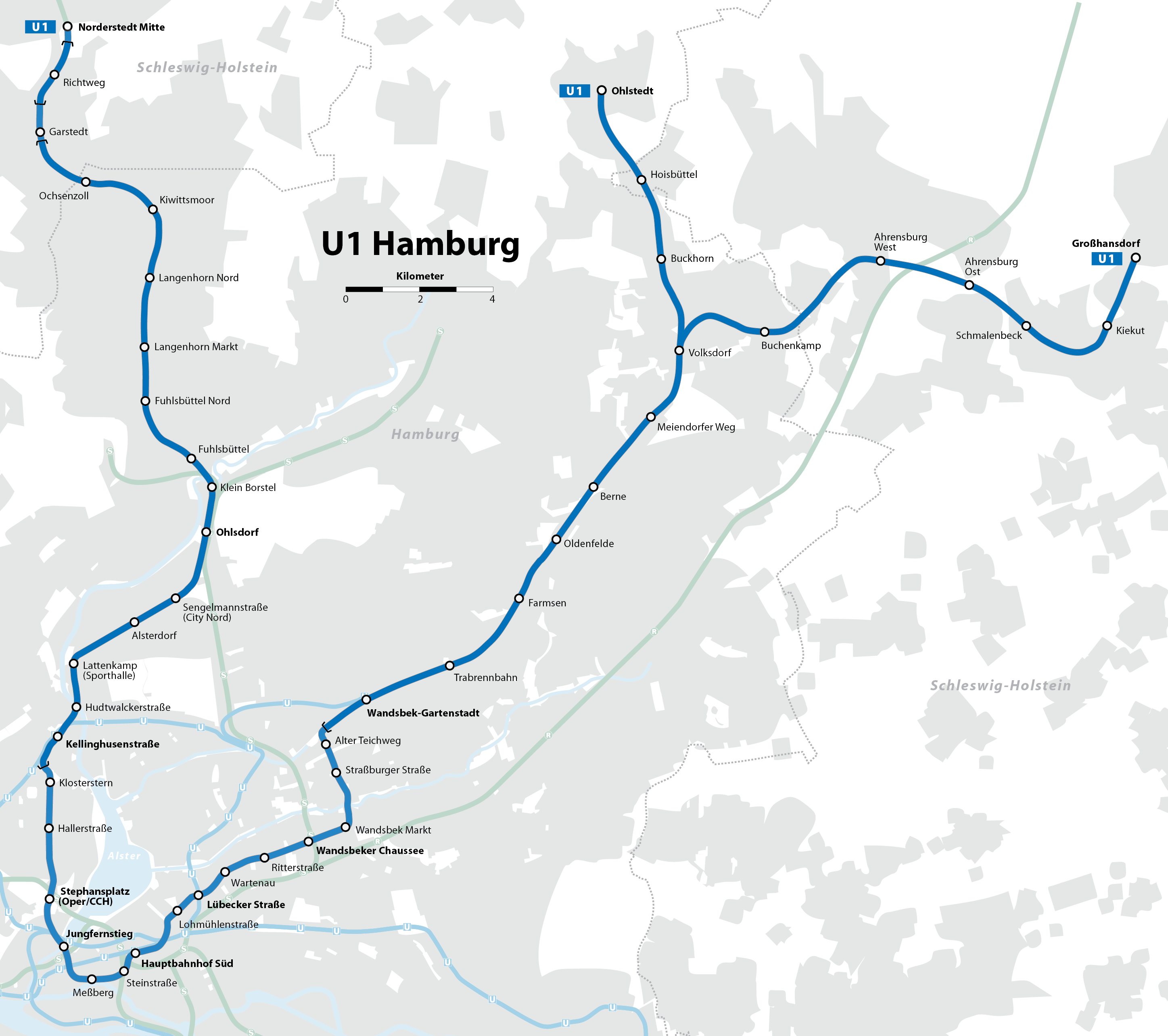
Plan linii U1

Linia U1 metra w Hamburgu – linia metra w Hamburgu o długości 55,8 km i 47 stacjach. Biegnie z Norderstedt przez śródmieście Hamburga do Volksdorf, gdzie rozgałęzia się na dwie nitki: jedna do Ohlsdedt, druga do Großhansdorf. Średni czas przejazdu całej linii według rozkładu wynosi 76 minut do Ohlsdedt i 84 minuty do Großhansdorf. Jest to najdłuższa linia metra w Niemczech.
Jest zarządzana przez Hamburger Hochbahn AG, na odcinku Norderstedt Mitte - Garstedt w imieniu spółki transport prowadzi Verkehrsgesellschaft Norderstedt (VGN) (VGN), zależnej od Stadtwerke Norderstedt. Na linii używana są pociągi metra serii DT4, oraz od czasu do czasu kursują jednostki serii DT2 i DT3.